# 부부의 침대
《부부의 침대》(L'ape regina, The Conjugal Bed)는 프랑스에서 제작된 마코 페레리 감독의 1963년 코미디, 드라마 영화이다. 우고 토그나지 등이 주연으로 출연하였고 알폰소 산소네 등이 제작에 참여하였다. 1963년 칸 영화제에 출품되었으며 여기서 마리나 블라디는 여우주연상을 수상하였다.

## 출연

### 주연
- 우고 토그나지
- 마리나 블라디

### 조연
- 발터 길러
- 린다 시니
- 리카르도 펠리니
- 니노 빈겔리
- 지안 루이지 폴리도로

## 기타
- 원작자: 고프레도 파리세
- 미술: 마시밀리아노 카프리시올리
- 의상: 루시아나 마리누치